# Полевое (Черниговская область)
Полевое (укр. Польове) — село в Корюковском районе Черниговской области Украины. До 19 июля 2020 года входило в состав Сосницкого района. Население 63 человека. Занимает площадь 0,42 км².
Код КОАТУУ: 7424981004. Почтовый индекс: 16153. Телефонный код: +380 4655.

## Власть
Орган местного самоуправления — Бутовский сельский совет.